# Superior (Nebraska)
Superior – miasto w Stanach Zjednoczonych, w stanie Nebraska, w hrabstwie Nuckolls, położone nad rzeką Republican.